# NDVI

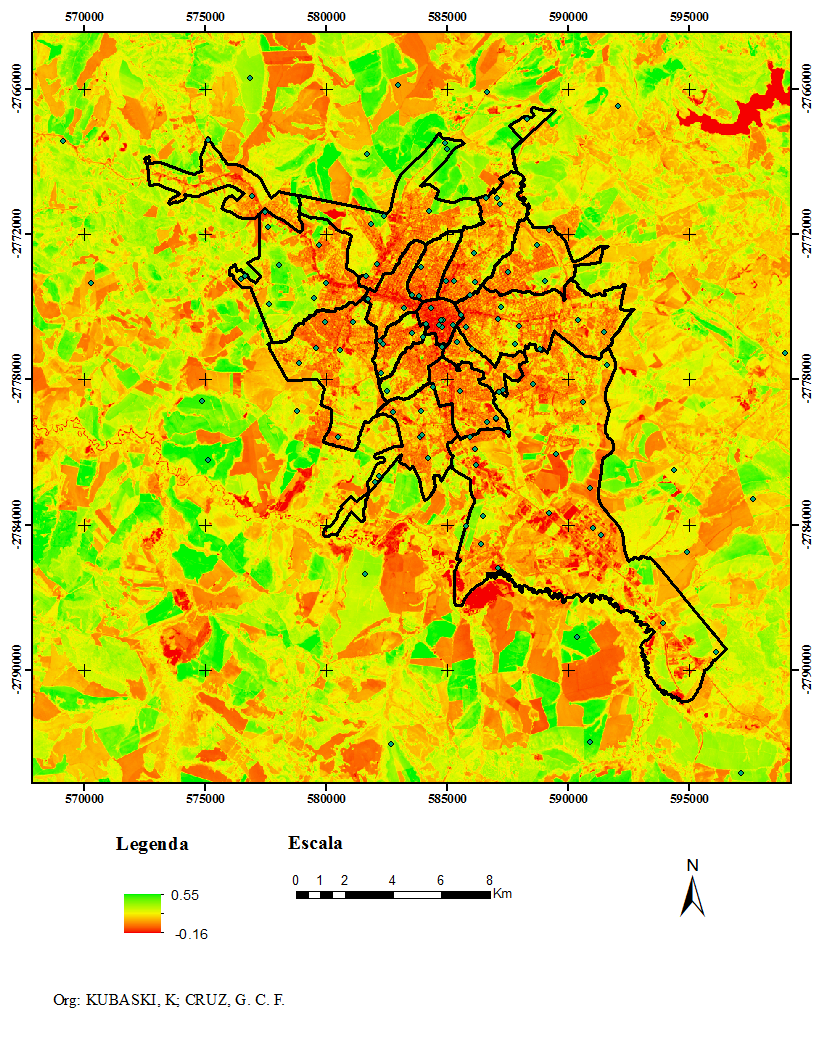
NDVI genom Landsat 8 tillämpas på stadsområdet Ponta Grossa, södra Brasilien

NDVI (Normalized Difference Vegetation Index) är ett värde som kan beräknas från hur mycket ljus som reflekteras i en bilds våglängdsband i nära-infrarött och rött ljus. Indexet används oftast för bilder från satelliter rymden, och indikerar mängden levande vegetation.
NDVI används för vegetationsanalyser. Detta fungerar därför att vegetation ofta har hög reflektion i NIR (nära infraröda) bandet och låg reflektion i det röda synliga bandet. NDVI hjälper till att kompensera för förändringar såsom ytans lutning, vinkel, atmosfärsvariationer etc. genom att dessa är mer lika i NIR och röda banden än vad vegetationen är och därför erhåller värden nära noll. Vid förändringar i fotosyntesen ändras absorptionen i det röda bandet följaktligen även relationen till NIR banden, och man märker en förändring i NDVI. 
NDVI har ett värde mellan -1 och +1